# Eleições estaduais em Sergipe em 1978
As eleições estaduais em Sergipe em 1978 aconteceram em duas fases sob as regras do Ato Institucional Número Três e do Pacote de Abril: em 1º de setembro ocorreu a via indireta e nela a ARENA elegeu o governador Augusto Franco, o vice-governador Djenal Queiroz e o senador Lourival Batista. A fase seguinte sobreveio em 15 de novembro tal como nos outros estados brasileiros e nesse dia a ARENA elegeu o senador Passos Porto e obteve dois terços das cadeiras entre os seis deputados federais e dezoito estaduais que foram eleitos.
Natural de Laranjeiras o governador Augusto Franco formou-se em Medicina pela Universidade Federal da Bahia em 1937 e possui especialização em Otorrinolaringologia junto ao Hospital São Francisco de Assis no Rio de Janeiro. Sua família advém do ramo sucroalcooleiro e o próprio Augusto Franco dirigiu a Usina Central Riachuelo, presidiu o Sindicato dos Produtores de Açúcar de Sergipe e atuou como delegado da Confederação Nacional da Indústria. Com o tempo Augusto Franco expandiu os negócios ao gerir duas tecelagens e uma empresa agropecuária e como empresário ergueu um grupo de comunicação integrado pela TV Atalaia, Rádio Atalaia AM e o Jornal da Cidade. Membro de uma família ligada à UDN, ingressou na ARENA após a outorga do bipartidarismo pelo Regime Militar de 1964. Eleito deputado federal em 1966 e senador em 1970, foi escolhido governador de Sergipe em 1978 pelo presidente Ernesto Geisel.
Quanto aos senadores, a ARENA elegeu Lourival Batista indiretamente e Passos Porto por voto direto, ambos egressos da UDN. O primeiro nasceu na cidade baiana de Entre Rios vindo a Sergipe trabalhar como médico após formar-se em 1942 na Universidade Federal da Bahia e servir no Exército e na Força Expedicionária Brasileira por ocasião da Segunda Guerra Mundial. Eleito deputado estadual em 1947 e prefeito de São Cristóvão em 1950, foi assessor do governador Leandro Maciel até eleger-se deputado federal em 1958 e 1962 chegando ao governo de Sergipe em 1966 e ao Senado Federal em 1970. Sobre Passos Porto ele nasceu em Itabaiana e em 1946 obteve a graduação como engenheiro agrônomo no Instituto Agronômico de Campinas e trabalhou na Bahia antes de voltar a Sergipe onde foi eleito deputado federal em 1958, 1966, 1970 e 1974.
Mediante a reorganização partidária feita no governo João Figueiredo os governistas sergipanos rumaram ao PDS enquanto a oposição teve o PMDB como principal destino após a incorporação do PP. Há de se ressaltar que a renúncia de Augusto Franco para a disputa das eleições de 1982 levou ao poder o vice-governador Djenal Queiroz.

## Resultado da eleição para governador
O Colégio Eleitoral de Sergipe contou apenas com a presença da ARENA mediante a recusa do MDB em comparecer à sessão, permitindo assim uma votação unânime.
| Candidatos a governador do estado | Candidatos a vice-governador | Número | Coligação             | Votação | Percentual |
| --------------------------------- | ---------------------------- | ------ | --------------------- | ------- | ---------- |
| Augusto Franco ARENA              | Djenal Queiroz ARENA         | -      | ARENA (sem coligação) | 157     | 100%       |
| Fontes:                           |                              |        |                       |         |            |

## Resultado da eleição para senador

### Mandato biônico de oito anos
Pleito realizado simultaneamente à eleição do governador.
| Candidatos a senador da República | Candidatos a suplente de senador              | Número | Coligação             | Votação | Percentual |
| --------------------------------- | --------------------------------------------- | ------ | --------------------- | ------- | ---------- |
| Lourival Batista ARENA            | Albano Franco ARENA Antônio Souza Ramos ARENA | -      | ARENA (sem coligação) | 157     | 100%       |
| Fontes:                           |                                               |        |                       |         |            |

### Mandato direto de oito anos
Conforme o Tribunal Superior Eleitoral foram apurados 250.869 votos nominais (87,82%), 17.388 votos em branco (6,09%) e 17.410 votos nulos (6,09%) resultando no comparecimento de 285.667 eleitores.
| Candidatos a senador da República | Candidatos a suplente de senador | Número | Coligação             | Votação | Percentual |
| --------------------------------- | -------------------------------- | ------ | --------------------- | ------- | ---------- |
| Passos Porto ARENA                | -                                | -      | ARENA (em sublegenda) | 84.500  | 33,68%     |
| José Carlos Teixeira MDB          | -                                | -      | MDB (em sublegenda)   | 77.907  | 31,05%     |
| Heráclito Rollemberg ARENA        | -                                | -      | ARENA (em sublegenda) | 66.336  | 26,44%     |
| Paulo Amaral Lopes ARENA          | -                                | -      | ARENA (em sublegenda) | 21.024  | 4,51%      |
| Lucilo da Costa Pinto MDB         | -                                | -      | MDB (em sublegenda)   | 6.490   | 2,59%      |
| Marcos Vieira MDB                 | -                                | -      | MDB (em sublegenda)   | 4.338   | 1,73%      |
| Fontes:                           |                                  |        |                       |         |            |

## Deputados federais eleitos
São relacionados os candidatos eleitos com informações complementares da Câmara dos Deputados.

Representação eleita
  ARENA: 4
  MDB: 2

| Deputados federais eleitos | Partido | Votação | Percentual | Cidade onde nasceu | Unidade federativa |
| Antônio Carlos Valadares   | ARENA   | 31.530  |            | Simão Dias         | Sergipe            |
| Francisco Rollemberg       | ARENA   | 29.399  |            | Laranjeiras        | Sergipe            |
| Raimundo Diniz             | ARENA   | 28.129  |            | Aracaju            | Sergipe            |
| Celso Carvalho             | ARENA   | 26.010  |            | Simão Dias         | Sergipe            |
| Jackson Barreto            | MDB     | 24.076  |            | Santa Rosa de Lima | Sergipe            |
| Tertuliano Azevedo         | MDB     | 16.772  |            | Neópolis           | Sergipe            |
| Fontes:                    |         |         |            |                    |                    |

## Deputados estaduais eleitos
Das dezoito cadeiras na Assembleia Legislativa de Sergipe a ARENA levou doze e o MDB seis.

Representação eleita
  ARENA: 12
  MDB: 6

| Deputados estaduais eleitos    | Partido | Votação | Percentual | Cidade onde nasceu | Unidade federativa |
| José Teles                     | ARENA   | 12.498  | 4,37%      | Itabaiana          | Sergipe            |
| Reinaldo Moura                 | MDB     | 11.795  | 4,12%      | Salvador           | Bahia              |
| Manuel Conde Sobral            | ARENA   | 11.474  | 4,01%      | Salgado            | Sergipe            |
| Cleonâncio Fonseca             | ARENA   | 10.599  | 3,71%      | Boquim             | Sergipe            |
| Américo Alves dos Santos       | ARENA   | 9.766   | 3,41%      | Japaratuba         | Sergipe            |
| Hélio Dantas                   | ARENA   | 9.539   | 3,33%      | Aracaju            | Sergipe            |
| Francisco Passos               | ARENA   | 9.136   | 3,19%      | Ribeirópolis       | Sergipe            |
| Artur Reis                     | ARENA   | 9.045   | 3,16%      | Lagarto            | Sergipe            |
| Luiz Alves de Oliveira Filho   | ARENA   | 8.982   | 3,14%      | Cristinápolis      | Sergipe            |
| Luiz Augusto Carvalho Ribeiro  | ARENA   | 8.821   | 3,08%      | Lagarto            | Sergipe            |
| Luciano Andrade Prado          | ARENA   | 8.751   | 3,06%      | Aracaju            | Sergipe            |
| Toinho Nery                    | ARENA   | 8.535   | 2,98%      | Salvador           | Bahia              |
| Messias Góis                   | ARENA   | 7.955   | 2,78%      | Ribeirópolis       | Sergipe            |
| Guido Azevedo                  | MDB     | 7.662   | 2,68%      | Neópolis           | Sergipe            |
| Leopoldo de Souza              | MDB     | 6.359   | 2,22%      | Estância           | Sergipe            |
| Jonas da Silva Amaral          | MDB     | 5.094   | 1,78%      | Aracaju            | Sergipe            |
| Hildebrando Dias Costa         | MDB     | 5.067   | 1,77%      | Itabaianinha       | Sergipe            |
| Balthazar Francisco dos Santos | MDB     | 4.530   | 1,58%      | Ribeirópolis       | Sergipe            |
| Fontes:                        |         |         |            |                    |                    |